# .17 Hornady Magnum Rimfire

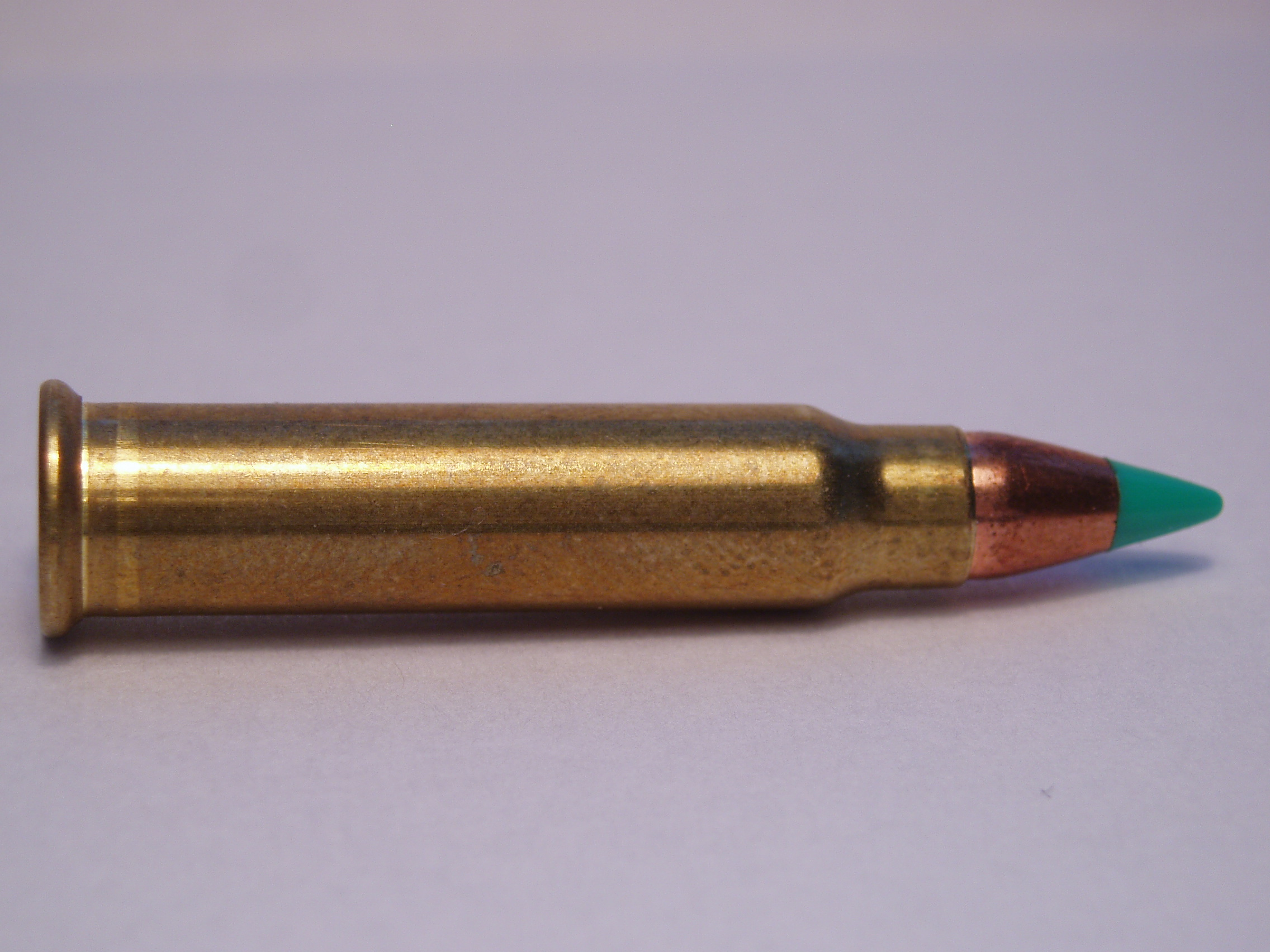
.17 HMR (Sellier and Bellot)

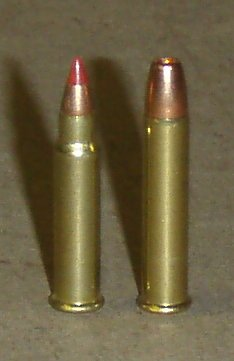
Porovnání s .22 WMR

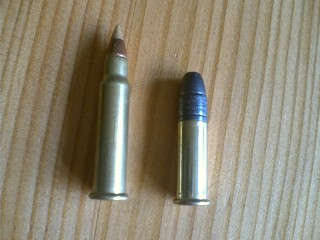
Porovnání s .22 LR

.17 Hornady Magnum Rimfire, známý jako .17 HMR je puškový náboj s okrajovým zápalem. Byl vyvinut z náboje .22 WMR zúžením střely na ráži .17 (4,5mm). Obvykle se používá střela o hmotnosti 17 grainů (1,1 g), díky čemuž úsťová rychlost dosahuje průměrně hodnoty 775 m/s. Tento náboj je považován za nejpřesnější náboj s okrajovým zápalem. Této přesnosti (zejména v porovnání s náboji .22 WMR - úsťová rychlost cca 600 m/s a .22 LR - úsťová rychlost cca 450 m/s, při použití dlouhé, puškové, hlavně, které jsou mu podobné) je dosahováno zejména díky té výše zmíněné vysoké rychlosti, která má z balistického hlediska za následek velmi plochou trajektorii letu.

## Historie
Tento náboj byl zkonstruován firmou Hornady ve Spojených státech a na trh byl uveden v roce 2002

## Výkon
I přesto, že tyto náboje často používají expanzivní střelu (HP), tak z hlediska terminální balistiky je jejich výkon velmi malý. Proto se používají pouze na nejmenší zvěř a škodnou.

## Specifikace
Průměrná hmotnost střely: 18 grainů
Průměrná úsťová rychlost: 750 m/s
Průměrná úsťová energie: 340J
Průměr střely: .172" (4.37 mm)
Celková délka náboje: 	1.349" (34.26 mm)
Typ zápalky: Okrajový zápal

## Typy používaných střel
- TMJ – total metal jacket – celoplášť se zapláštěným dnem, olověné jádro (FMJ)
- JHP (jacketed hollow point) – celoplášť s expanzní dutinkou, olověné jádro (TNT)
- POLY TIP – celoplášť s dutinkou krytou plastovou špicí, olověné jádro (V-Max)
- JACKETED SOFT POINT – poloplášťová střela s expanzní dutinkou, olovené jádro (GAME POINT
- XTP (expanzní střela)

## Výrobci střeliva a jejich varianty
- CCI

TNT GREEN, TNT HOLLOW POINT, V-MAX (černá špička), FMJ, GAME POINT
- Sellier & Bellot

V-MAX (zelená špička) - ukončena výroba
- Hornady

V-MAX (červená špička), XTP
- Federal

TNT, V-MAX (černá špička)
- Remington

V-MAX (hnědá špička)
- Winchester

V-MAX (šedá špička)

## Některé zbraně používající tento náboj
- CZ 453 Varmint (Puška českého výrobce - CZUB i v ráži .17 HMR)
- Remington Model 504 (US - Bolt Action Rifle - .17 Mach 2, .17 Hornady Magnum, & .22 LR)
- Remington Model 597 (US - Semi-Auto Rifle - .17 Hornady Magnum, .22 LR, & .22 Winchester Magnum)
- S&W Model 647 (US - Revolver - .17 HMR)